# Sometimes in April
Sometimes in April (Brasil: Abril Sangrento / Portugal: Aconteceu em Abril) é um telefilme de 2005 produzido pela HBO, dirigido por Raoul Peck e estrelado por Idris Elba, Oris Erhuero e Debra Winger.

## Enredo
O filme conta o reencontro de dois irmãos, Augustin Muganza (Idris Elba), um ex-soldado do exército ruandês, e Honore Muganza (Oris Erhuero), um ex-radialista da Radio Télévision Libre des Mille Collines (RTLM), preso para julgamento no Tribunal de Arusha pelo genocídio de Ruanda.